# Juarno Augustus
Pour les articles homonymes, voir Augustus.
Pas d'image ? Cliquez ici

a Compétitions nationales et continentales officielles uniquement.

b Matchs officiels uniquement.
Dernière mise à jour le 2 janvier 2025.
Juarno Augustus, né le 9 décembre 1997 à Alexander Bay (Afrique du Sud), est un joueur sud-africain de rugby à XV jouant au poste de troisième ligne centre aux Northampton Saints.

## Biographie
Juarno Augustus naît à Alexander Bay en Afrique du Sud. Durant sa jeunesse, il est scolarisé au sein de la Tygerberg High School (en). À l'âge de douze ans, il commence la pratique du rugby à XV. Plus tard, il intègre l'Academy (centre de formation) de la Western Province.
En 2017, il est élu meilleur joueur du Championnat du monde junior dont il termine meilleur marqueur d'essais avec l'équipe d'Afrique du Sud des moins de 20 ans,. Il commence sa carrière professionnelle dans son pays, où il joue pour les Stormers en Super Rugby et la Western Province en Currie Cup.
Il est transféré aux Northampton Saints en 2021 et s'y impose dès le début de sa première saison. Durant la saison 2023-2024, aux Northampton Saints, il joue un rôle clef dans le parcours de son club qui atteint la finale du Championnat d'Angleterre. Il joue 17 matchs et marque deux essais. Il participe à la finale remportée 25 à 21 contre Bath Rugby,.
En cours de saison 2024-2025, alors qu'il est notamment suivi par l'Aviron bayonnais et l'Union Bordeaux Bègles, il décide finalement de rejoindre l'Ulster, à partir de la saison suivante,.